# Panorpa subfurcata
Panorpa subfurcata är en näbbsländeart som beskrevs av John Obadiah Westwood 1846. Panorpa subfurcata ingår i släktet Panorpa och familjen skorpionsländor. Inga underarter finns listade i Catalogue of Life.